# Guestlist
Guestlist is een lied van de Nederlandse rapper Frenna in samenwerking met de Britse muziekgroep NSG. Het werd in 2021 als single uitgebracht en stond in hetzelfde jaar als tiende track op het album Highest van Frenna.

## Achtergrond
Guestlist is geschreven door Abdul Arowosaye, Ayodeji Mujib Shekoni, Dennis Mensah, Matthew Ojo, Patrik Brew, William Mensah, Francis Junior Edusei en Tevin Irvin Plaate en geproduceerd door Spanker en 4Play. Het is een nummer dat past in het genre afroswing. In het lied rappen en zingen de artiesten over hun rijkdommen en successen en hoe ze daarmee geluk hebben bij de vrouwen. Het lied is grotendeels in het Engels gezongen met enkele woorden en regels in het Nederlands.

## Hitnoteringen
De artiesten hadden bescheiden succes met het lied in Nederland. Het stond op de 58e plaats van de Single Top 100 in de enige week dat het in deze hitlijst te vinden was. De Top 40 en haar Tipparade werden niet bereikt. 